# イゴール・ボルク

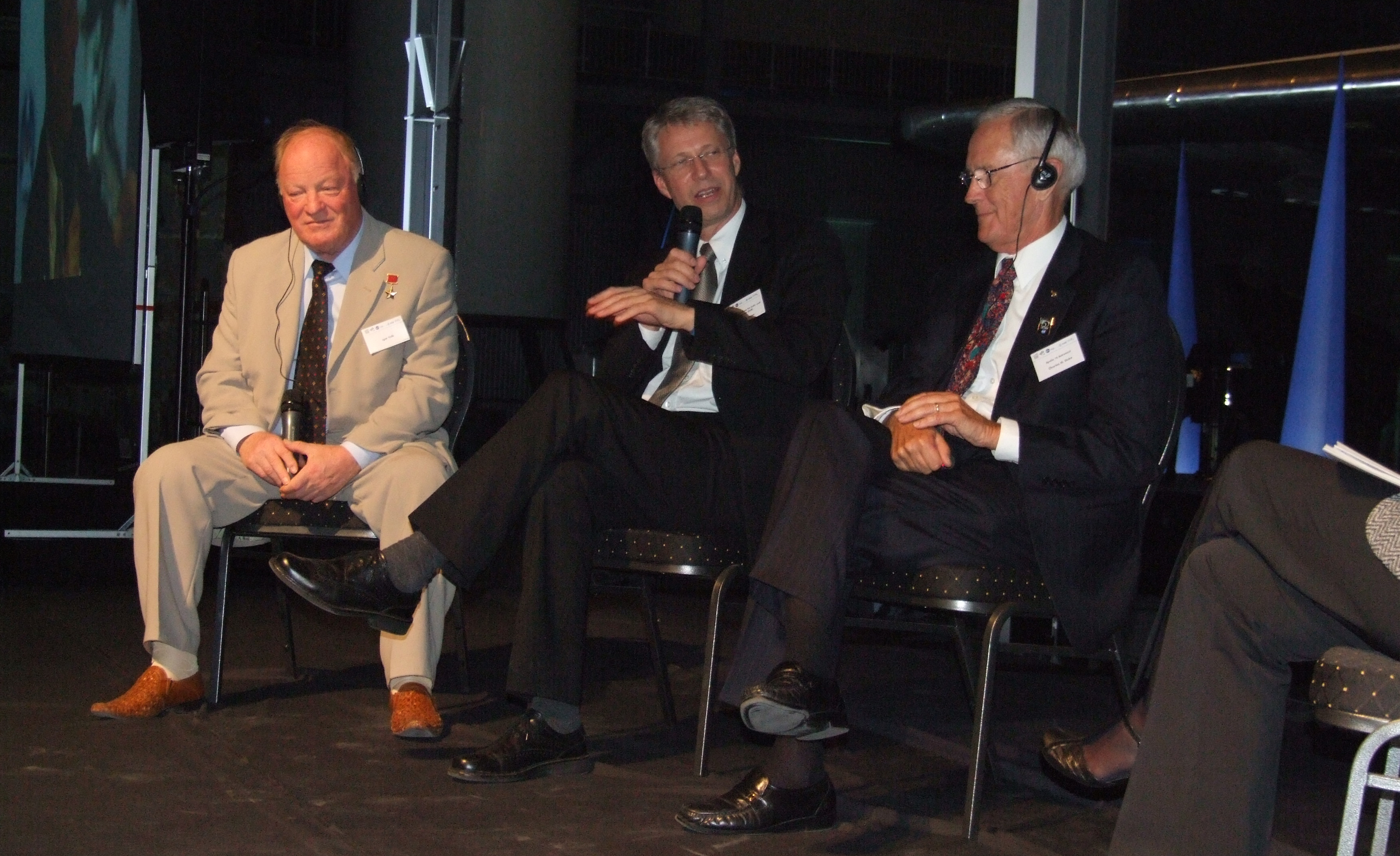
左から、イゴール・ボルク、トーマス・ライター、チャールズ・デューク

イゴール・ペトロヴィチ・ボルク（ロシア語: Игорь Петрович Волк、1937年4月12日 - 2017年1月3日）は、ソビエト社会主義共和国連邦の宇宙飛行士、テストパイロット。

## 略歴
1980年7月30日宇宙飛行士に選抜され、ソユーズT-12に搭乗、宇宙ステーションサリュート7号に向かった。
彼はブラン計画のために訓練する宇宙飛行士の長として務め、計画が中止してからは1995年にグロモフ飛行研究所のフライト・テスト副長となり、1996年に退職。
以前はロシア国際エアロクラブ（National Aero Club of Russia）会長、国際航空連盟副会長を務めていた。彼のテストパイロットと宇宙飛行士としての貢献が認められ、1984年7月29日にソ連邦英雄を受賞。
また彼は発明家でもあり、「Lark-4」なる4人乗りのフライングカーのコンセプトカーを計画していた。
2017年1月3日、ジュコーフスキー市のプレスリリースにより、ボルクが死亡したことが明らかにされた。79歳没。